# Куштепа
Куштепа (узб. Qoştepə) — городской посёлок (с 2009 года) в Алтынкульском районе Андижанской области Узбекистана.